# Jakob Boden
Jakob Boden († nach 1534), auch Meister I. B., Jacob Bodmer oder Jacob Bort, war ein Maler und Fassmaler der Spätgotik in Bern.

## Leben und Wirken
1499 wurde ein «Meister Jacob, maler zu Bern» von der Stadt Solothurn für Malerdienste entlohnt. Der Aktenverweis deutet bereits hier eine Bürgerschaft des Malers in Bern an, jedoch tritt Boden dort erst 1502 mit dem Kauf eines Hauses in der Kesslergasse archivalisch in Erscheinung. Im Kaufvertrag wird er als «burger, gesässen zu bern» bezeichnet, was ebenfalls darauf hindeutet, dass er bereits Ende des 15. Jahrhunderts in Bern sesshaft und tätig war.
In Bern erledigte Jakob Boden zahlreiche Aufträge wie die Bemalung von Fahnen und Läuferbüchsen. Auch können die heute verlorenen Altarretabel in Habstetten und Frutigen seiner Werkstatt für diese Zeit zugewiesen werden.
1533/1534 lag Jakob Boden in einem Rechtsstreit mit dem Bildhauer Albrecht von Nürnberg. Boden sollte als Strafe die hölzerne Christophorus-Figur Albrechts am oberen Stadttor fassen. Darüber hinaus wurden Boden Strafzahlungen auferlegt. 1534 reissen die urkundlichen Nachrichten ab.
Einige Werke lassen sich über seine Signatur IB zu einer Gruppe zusammenschliessen. Stilistisch steht er den Berner Nelkenmeistern nahe.

## Werke (Auswahl)
- Hl. Onuphrius und Anna Selbdritt, um 1505 (Freiburg im Üechtland, Museum für Kunst und Geschichte)
- Martyrium des heiligen Sebastian, um 1510 (Dijon, Musée des Beaux-Arts, Inv. Nr. DA 51)[3]
- Hl. Barbara und Katharina, um 1510 (Zürich, Schweizerisches Landesmuseum)[4]
- Verkündigung, um 1510 (Zürich, Schweizerisches Landesmuseum)[4]
- Votivtafel der Familie Watenwyl-Mühleren mit den Hll. Antonius Eremit, Jakobus der Ältere, Anna Selbdritt, Barbara und Maria Magdalena, um 1515 (Privatbesitz)
- Hl. Nikolaus von Myra, um 1515 (Bern, Kunstmuseum, Inv. Nr. 1156)[5]
- Hll. Dorothea und Blasius, um 1520 (Freiburg im Üechtland, Museum für Kunst und Geschichte)
- Hirschjagd, 1532 (Freiburg im Üechtland, Haus Techtermann (Zähringergasse 11–13), Großer Saal)